# Antiguo Congreso Nacional (Argentina)
El Antiguo Congreso Nacional es la primera sede que tuvo el Congreso de la Nación Argentina, inaugurada en 1864 por el presidente Bartolomé Mitre y clausurada en 1905, cuando las sesiones se trasladaron al actual Palacio del Congreso. Se encontraba en Plaza de Mayo, sobre la esquina de las actuales calles Balcarce e Hipólito Yrigoyen, a metros de la Casa Rosada, sede del Poder Ejecutivo.
El edificio sobrevivió íntegro hasta 1942, cuando fue casi totalmente demolido para la construcción del nuevo Banco Hipotecario Nacional (hoy sede central de la ARCA), aunque la sala de sesiones se conservó intacta en el interior, y hoy es Monumento Histórico Nacional.

## Historia

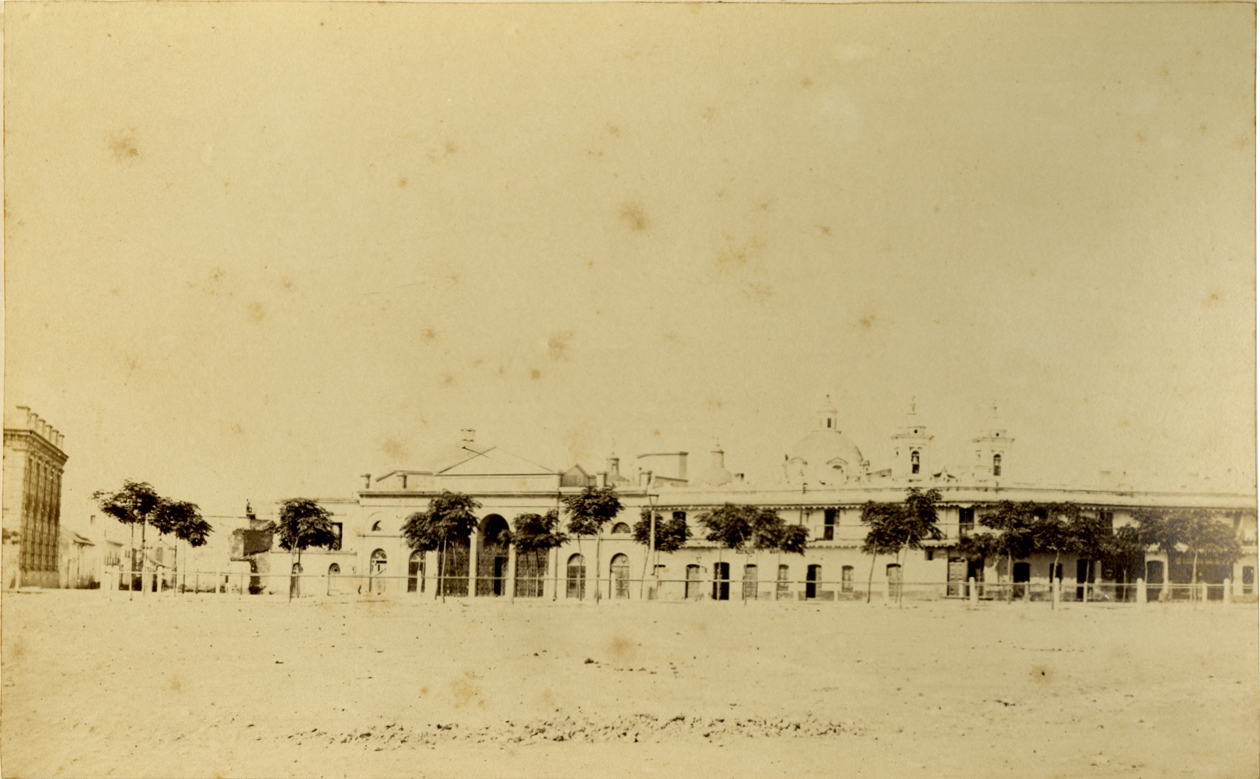
El edificio casi no se destacaba de las casas coloniales que lo rodeaban. Fotografía por Esteban Gonnet, 1864.

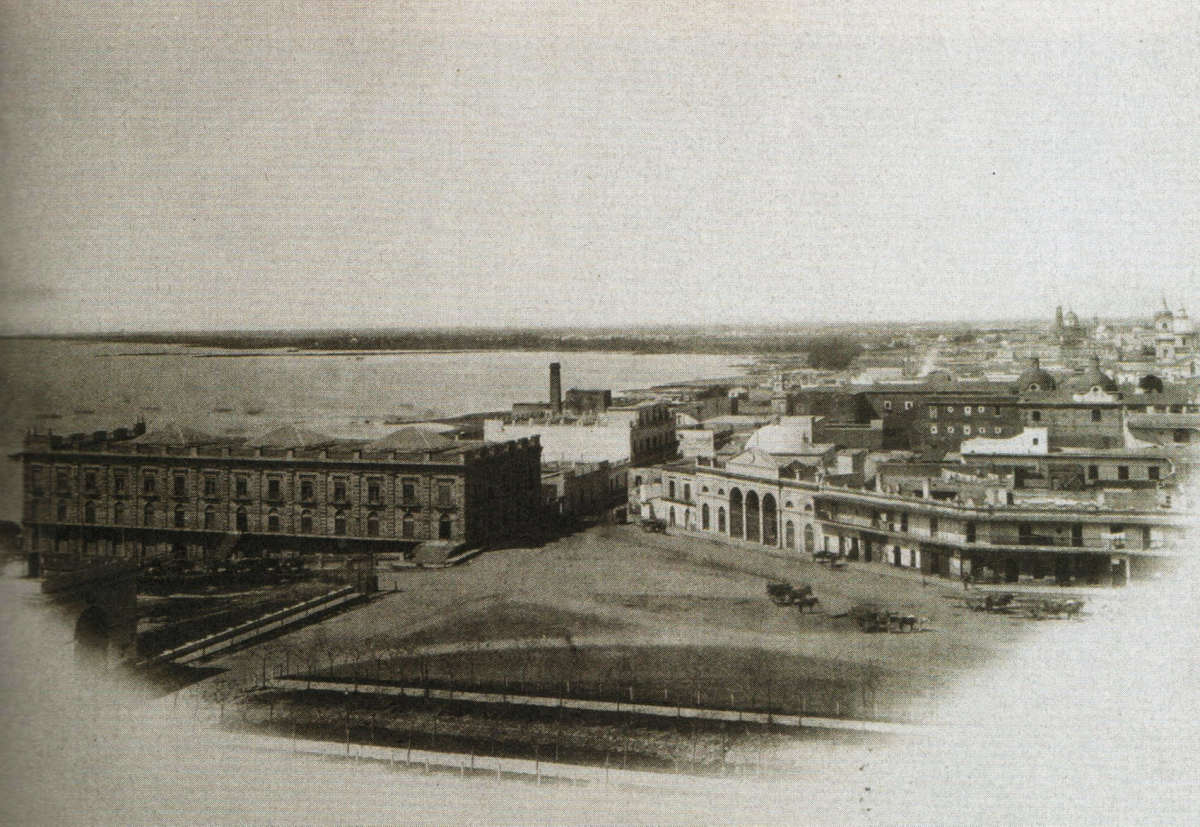
Vista aérea de Plaza de Mayo, en 1867. Se distingue el Antiguo Congreso por sus tres arcos.

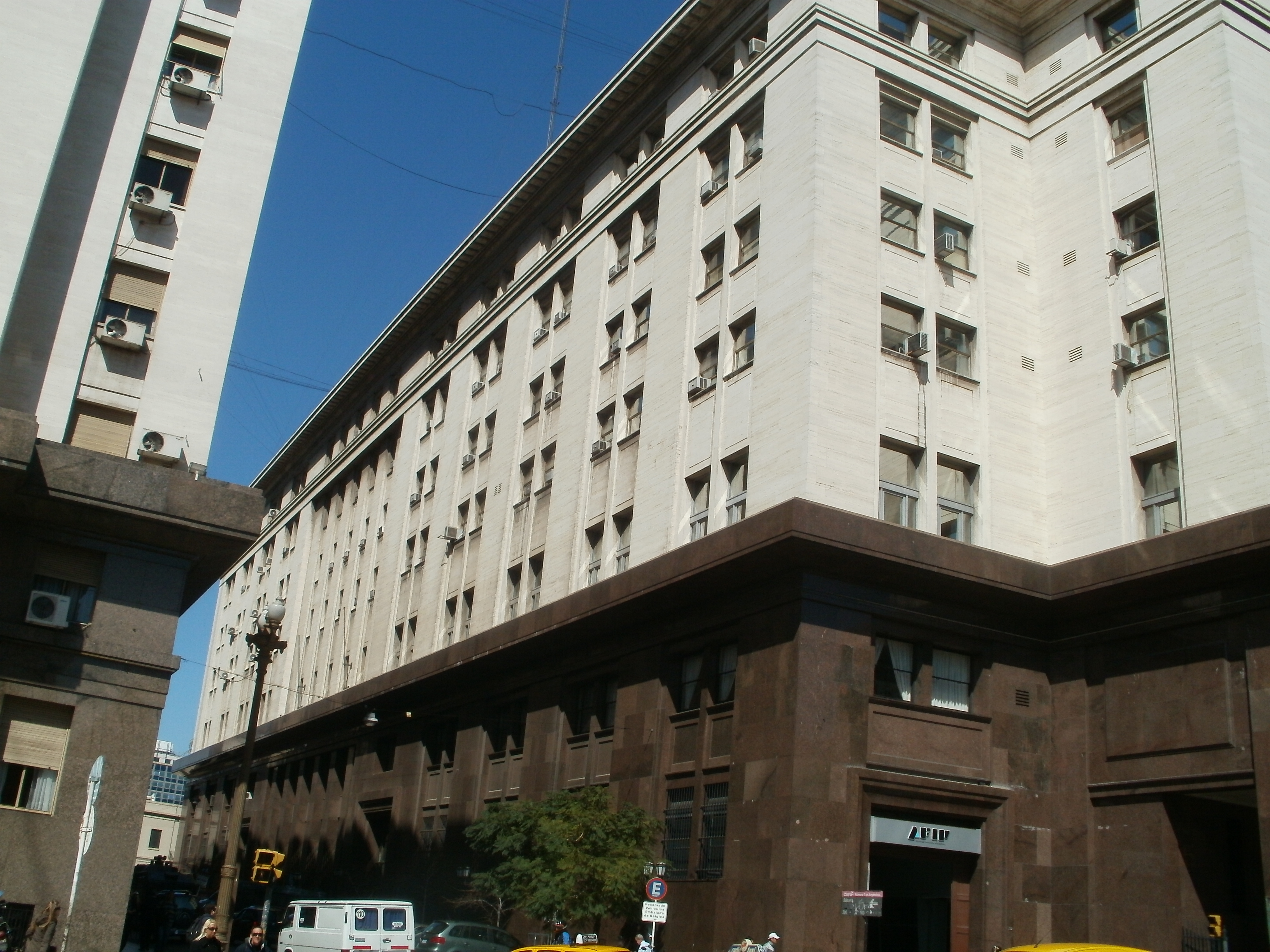
Fachada del edificio actual, en cuyo interior se mantiene la sala de sesiones.

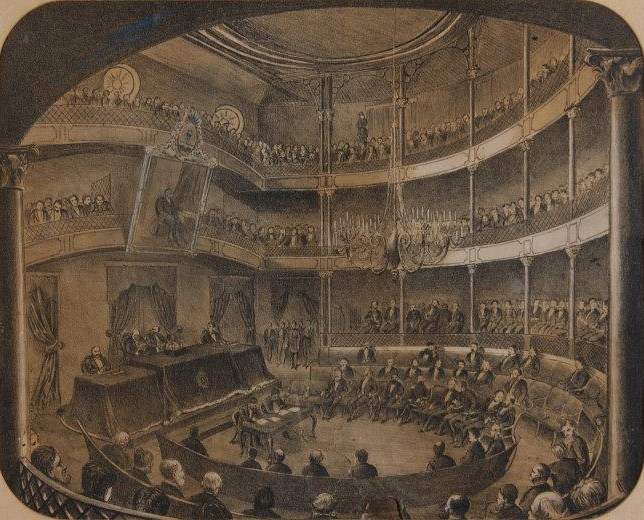
En una litografía de H. Stein, Sarmiento habla ante el Congreso en 1872.

Con la unificación nacional de 1861, Buenos Aires se convirtió definitivamente en Capital de la Argentina, y en 1862 Bartolomé Mitre se transformaba en primer Presidente del país unificado. Inmediatamente, fue necesario comenzar a diagramar los tres Poderes. La Legislatura de la Provincia de Buenos Aires funcionaba en ese momento en una sala de sesiones en la Manzana de las Luces, demasiado pequeña para Congreso Nacional, por lo cual rápidamente comenzó a proyectarse un nuevo edificio.
El 12 de marzo de 1863, Guillermo Rawson, Ministro del Interior, aprobó y firmó los planos y el presupuesto que había preparado el arquitecto cordobés Jonas Larguía, de la Insigne Pontificia Academia di San Luca, en Roma, a la que había sido becado por el gobierno de Paraná (anterior capital de la Confederación Argentina).
Se eligió un lote en la esquina de las calles Balcarce y Victoria (hoy Hipólito Yrigoyen) y, a pesar del trazado incómodo e irregular que tenía el terreno, con su frente a 45°, Larguia logró resolver el problema y completar sus planos en dos meses.
El 12 de mayo de 1864, el presidente Mitre y sus cuatro ministros —Rufino de Elizalde, el general Gelly y Obes, Eduardo Costa y Dalmacio Vélez Sársfield— inauguraban las sesiones en el nuevo Congreso Nacional. En este recinto de sesiones transcurrió la actividad parlamentaria, durante las siguientes cuatro décadas.
Sólo se trasladaron durante la guerra civil de 1880, por la federalización de Buenos Aires, cuando se produjo el abrupto movimiento de senadores y diputados hasta el vecino pueblo de Belgrano, en cuya Municipalidad (actual Museo Histórico Sarmiento) sesionaron ambas cámaras legislativas. Esta situación se prolongó durante cuatro meses, hasta que encontró principio de solución el conflicto de poderes entre el presidente Avellaneda y el gobernador de Buenos Aires, Carlos Tejedor, y posteriormente quedó definitivamente zanjada con la fundación de la ciudad de La Plata, nuevo lugar de residencia de las autoridades provinciales desde 1882.

### Hacia una nueva sede
El crecimiento demográfico que fue experimentando la Argentina en sus primera décadas, hizo que el número de diputados se incrementara fuera de todas las previsiones. Estos y los senadores debían compartir, además, los mismos salones. Se hacía por lo tanto, cada vez más urgente disponer de un edificio más amplio y provisto de los adelantos técnicos apropiados. Y en el mismo recinto, se aprobó la construcción del nuevo edificio del Congreso Nacional.
El Concurso de proyectos que se llevó a cabo en 1895, participando 28 arquitectos tanto argentinos como extranjeros, algunos de los cuales residían permanentemente en nuestro país. El italiano Vittorio Meano fue el ganador, y la construcción comenzó en 1898 en la esquina de las avenidas Entre Ríos y Rivadavia, extendiéndose durante la siguiente década.

### Cierre
El 15 de diciembre de 1905, el presidente de la Cámara de Diputados Ángel Sastre, declaró levantada la última sesión de ese período parlamentario, anunciando que era la última que se realizaría en ese recinto. Al comenzar la labor parlamentaria de 1906, el Congreso comenzó a deliberar en el palacio que actualmente ocupa.
Aquel mismo año, el Archivo General de la Nación se trasladó al edificio, y con él llegaron los miembros de la Junta de Historia y Numismática Americana, presididos por el general Mitre, quienes venían reuniéndose en la antigua Casa de Temporalidades, calle Perú 270 (Manzana de las Luces). 
Allí estuvo la Junta hasta 1918, año en que, transcurrida más de una década de la muerte de su primer presidente, pasó al Museo Mitre, donde permaneció hasta su vuelta al antiguo Congreso, en 1971.

### Demolición y salvataje
Gracias a la ley 12.826 del año 1942, el Archivo General de la Nación pasó a ser propietario de los tres edificios del Banco Hipotecario Nacional en la Avenida Alem. A modo de intercambio, el BHN pudo poseer el edificio del antiguo Congreso, para construir allí su nueva sede, que ocuparía una manzana entera y se terminó recién en 1966.
Ese mismo año, mediante el Decreto 120.412, el Poder Ejecutivo declaraba Monumento Histórico Nacional a la sala de sesiones del Antiguo Congreso. Esto no salvó al edificio de su demolición, pero si a la pequeña sala, que tuvo que conservarse intacta en el interior de la estructura del nuevo edificio.

### Restauración

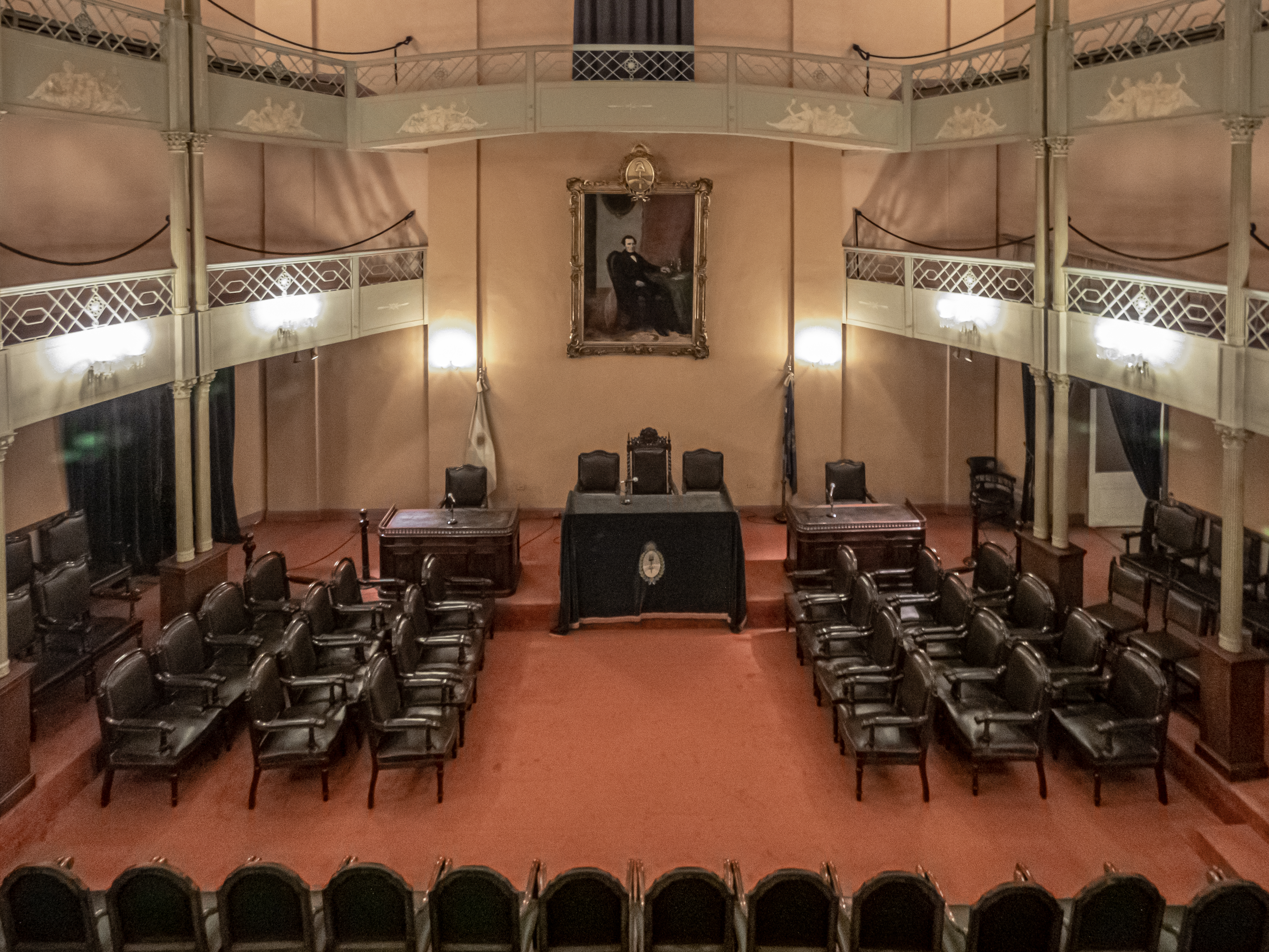
Recinto del Antiguo Congreso Nacional en la actualidad.

Recuperar este aspecto de la sala, fue el objetivo de los trabajos de restauración de los años 1948-1949, a cargo del arquitecto Estanislao Pirovano. Según palabras del arquitecto, “...estaba casi totalmente destruido; con los vitraux de la cúpula rotos, por donde se podía ver fácilmente el cielo”. 
Pirovano procuró también devolverle el mobiliario original, por ejemplo, del retrato del doctor Valentín Alsina, que había presidido la sala desde 1870, pintado por Manzoni y que volvería en calidad de préstamo del Senado Nacional a ocupar su lugar. Lo mismo el caso de los escritorios del Presidente, secretarios y taquígrafos que fueron restaurados y aún hoy se mantienen. 
No pudo ser así en el caso de la araña que coronaba el recinto, y que según las averiguaciones de Pirovano fue regalada por el presidente José Figueroa Alcorta a la Curia y se hallaba, al momento de la restauración, en Córdoba.